# Luggude härads sparbank
Luggude härads sparbank var en svensk sparbank för Luggude härad med huvudkontor i Mörarp.
Sparbanken stiftades i Mörarp i juli 1848. Den var en av flera skånska häradssparbanker som grundades vid den här tiden sedan befintliga sparbanker i Malmöhus län bestämt att insättningen från boende utanför verksamhetsområdet skulle begränsas. En särskild sparbank för Kullasocknarna i norra Luggude härad, Kullens sparbank, stiftades några månader senare i september 1848.
Ett huvudkontor av tegel och natursten ritat av Alfred Hellerström uppfördes 1895 vid stationen i Mörarp.
Under senare halvan av 1800-talet bildades ett antal sparbanker i Luggude härad som under 1960- och 1970-talen fusionerade med sparbankerna i Helsingborg och Höganäs. 1978 uppgick även Luggude härads sparbank i Sparbanken i Helsingborg.
Verksamheten uppgick år 1980 i  Sparbanken Västra Skåne som skulle delta i bildandet av Sparbanken Skåne 1984. Denna bank uppgick sedan i Sparbanksgruppen 1991, Sparbanken Sverige 1992 och Föreningssparbanken 1997.

## Källhänvisningar
1. 1 2  Trelleborgs stads sparbank 1868-1943 : minnesskrift med anledning av sparbankens 75-årsjubileum, Emil Sommarin, 1943, s. 18
2. ↑  Mörarp Arkiverad 18 mars 2018 hämtat från the Wayback Machine., Länsstyrelsen Skåne
3. ↑  Mörarp delområde - Natur- och kulturmiljöprogram, Helsingborgs stad
4. ↑  Sparbankerna 1978, Statistiska centralbyrån, 1979